# Енкиду
Енкиду (от шумерски – „владетел, създал земята“; но е възможно и от „Енкидуг“, „великият Енки“, „добрият Енки“) е герой от Епос за Гилгамеш останал като символ на приятеля от Плачът на Гилгамеш. Създаден е от бог Енки, това означава и името му. Енки го сътворява с магия, за да бъде противник на Гилгамеш, но след срещата си двамата стават приятели понеже са равни по сила. В крайна сметка във всички подвизи на Гилгамеш участва и Енкиду като негов оръженосец.
В шумерският епос Енкиду е слуга на Гилгамеш, докато в акадския – той е негов съратник и побратим. Докато в шумерската мито-епична традиция Енкиду е общо взето безлично същество, то в акадската в образа му се наблюдава еволюция към създаването на героична личност: създаден е от глина (т.е. по подобие на първия човек) от богинята Аруру по молба на боговете като съперник на Гилгамеш, равен по сила и величие нему. Тялото на Енкиду е покрито с козина, живее в степта, не познава цивилизацията, близък е с дивите животни и ги защитава от ловците. Но докоснал се веднъж до цивилизования живот (според епоса – съблазнен от блудница и вкусил хляб и вино), Енкиду наравно със селските пастири започва да защитава стадата от дивите зверове. Срещата с равния по сила Гилгамеш вече напълно преобразява Енкиду. Той взема участие в подвизите на Гилгамеш, призовава го към геройства и в резултат се оказва изкупителна жертва за своя побратим: разгневени от убийството на Хувава (Хумбаба), боговете му изпращат тежка болест, от която той умира (може би вместо Гилгамеш).